# Zen (film, 2009)
Pour les articles homonymes, voir Zen (homonymie).
Pour plus de détails, voir Fiche technique et Distribution.
Zen (禅) est un film japonais réalisé en 2009 par Banmei Takahashi.

## Synopsis
Le film raconte l'histoire vraie du jeune moine japonais Dōgen qui s'initia au bouddhisme zen en Chine au XIIIe siècle et l'importa au Japon.

## Fiche technique
- Titre : Zen
- Date de sortie : Japon : 10 janvier 2009[1]

## Distribution
- Kankurō Nakamura : Dōgen
- Yuki Uchida : Orin
- Ryushin Tei : Jakuen / Kugyō Minamotono
- Kengo Kōra : Shunryō
- Ken'ichirō Yasui : Gikai
- Jun Murakami : Ejō
- Masanobu Katsumura : Yoshishige Hatano
- Tatsuya Fujiwara : Tokiyori Hōjō
- Tianyong Zheng : Nyōjō
- Masahiko Nishimura : Setsu-ō
- Shun Sugata (en) : Kōnin
- Shō Aikawa : Matsuzō
- Takashi Sasano : Rōsō
- Keiko Takahashi : Ishi